# ピノ・ムニエ
ピノ・ムニエ（仏: Pinot Meunier）はワイン用の黒ブドウの一種である。単にムニエ、あるいはシュヴァルツリースリング（独: Schwarzriesling）とも呼ばれる。ピノ・ノワール、シャルドネと並んでシャンパーニュの醸造に主要品種として用いられることで特によく知られる。

## 概要
ピノ・ムニエの最古の記録は16世紀にさかのぼる。フランス語で"Meunier"、ドイツ語で"Müller"という名称はともに粉挽きを意味し、葉の裏側に小麦粉に似た白く細かいうぶ毛が生えることから付けられたとされている。
以前はピノ系品種のキメラ変異体であり、外皮は突然変異による独特な遺伝子型を持つが、果実内部の細胞はピノ系品種の遺伝子型で構成されているためピノ・ノワールやピノ・グリと近縁であると考えられていた。しかし、DNA解析の結果ピノ系とは系統が異なることが分かり、名称も単にムニエと表記されるケースが増えている。

## ブドウ品種学
ピノ・ムニエを識別する際の特徴としては、葉に小麦粉のような白いうぶ毛が生えることが挙げられる。このうぶ毛は葉の裏側では多く生えており、表にも若干存在する。「ムニエ」という名前はフランス語で粉挽きを意味しており、シノニムにもこれに関係のある由来をもつものが多い。例えば、イギリスにおける"Dusty Miller"、フランスでの"Farineaux"や "Noirin Enfariné"、ドイツでの"Müllerrebe"や"Müller-Traube"といったものである。とはいえ、クローンによっては全くうぶ毛が生えないものも存在する。これはキメラ変異によるものであるが、このことはブドウ品種学者がピノ・ムニエとピノ・ノワールの間の密接な関係に気づくきっかけとなった。
ポール・K・ボスとマーク・R・トマスによる、オーストラリア連邦科学産業研究機構およびオーストラリアのグレン・オスモンドに存在するブドウ栽培の共同研究センターの研究によると、VvGAI1遺伝子が変異しており、植物ホルモンの一種ジベレリン酸に対する反応が抑制されている。そのために葉に白いうぶ毛が生えたり、シュートの成長が異なるといった特徴を持つほか、わずかな発育阻害となるためにピノ・ムニエの樹木はピノ・ノワールと比べて若干小さい。この品種では、変異は最も外側の細胞層であるL1ないしは表皮と呼ばれる層にのみ存在し、この意味でピノ・ムニエはキメラである。組織培養を通して突然変異体の遺伝子型（L1）ともとの遺伝子型（L2）を分離することが可能であり、通常のピノ・ノワールのような遺伝子型とともに、通常のブドウとは見た目が異なる平らな節間と密集した葉を持つL1由来の遺伝子型が得られる。突然変異体のほうは蔓が完全には成長しないが、これはジベレリン酸が花芽を蔓に変換する作用を持つためだと考えられている。

## 生産地域

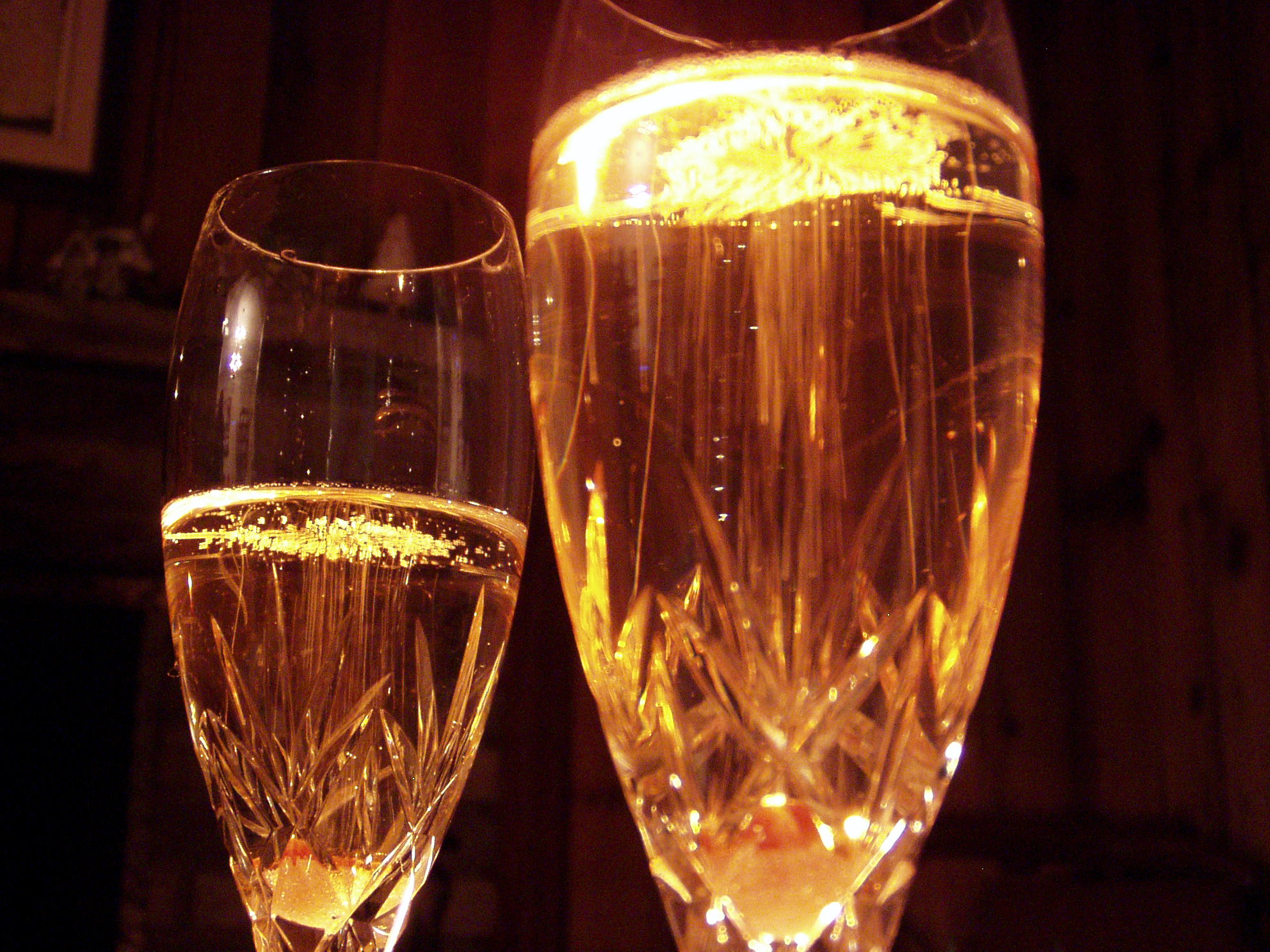
ピノ・ムニエはスパークリングワインに用いられることが多い。シャンパーニュで使用可能な3品種のうちのひとつである。

### フランス
ピノ・ムニエはフランスでは広く栽培されている品種ではあるが、消費者からは明確な認識を持たれているわけではなく、ラベルに品種名が記されていることは稀である。フランス北部の生産者に好まれているが、これは発芽や成熟がピノ・ノワールよりも安定していることによる。芽吹きは遅く成熟が早いという成長期の特性により、最終的な生産量に大きな影響をあたえる花ぶるいの被害を受ける可能性が低い。過去数世紀の間、ピノ・ムニエはシャンパーニュで最も栽培されている品種であり、栽培面積の40%超を占めていた。とりわけ、ヴァレ・ド・ラ・マルヌやエーヌ県の冷涼な北向きのブドウ畑では極めて一般的である。オーブ県のような、ピノ・ノワールやシャルドネは十分に熟さない地域でも広く栽培される。シャンパーニュの生産者のなかでは、かつてはピノ・ムニエはさほど重要性が認識されておらず、これはピノ・ノワールやシャルドネを用いる利点が強調されていたことと対照的である。しかし、今ではピノ・ムニエはシャンパーニュにボディとリッチさをもたらすと認識されている。シャンパーニュ地方の生産面積のおよそ3分の1を占めている。
ピノ・ノワールと比べ、ピノ・ムニエからは色が薄めで若干酸味の強いワインができるが、糖度・アルコール度数は同程度になりうる。一般的なシャンパンのブレンドでは、ピノ・ムニエはアロマティックでフルーティーな香りの要素を与える。ピノ・ムニエを主体としたシャンパーニュは、シャルドネやピノ・ノワール主体のシャンパーニュよりも長期熟成には適さない傾向にある。そのため、若いうちに飲むことを意図したシャンパーニュに用いられ、ピノ・ムニエの柔らかく華やかな果実味がピークに来るようにしちえる。著名な例外としては、シャンパーニュメゾンのクリュッグでは長期熟成向けの上級キュベにもピノ・ムニエが多用される。
19世紀には、ピノ・ムニエはフランス北部全体、特にパリ盆地でで広く栽培されていた。ロワール渓谷からロレーヌに至るフランスの北半分を横切る地域でもよく見られていた。今日では、ピノ・ムニエはシャンパーニュ以外ではわずかな量しか作られておらず、ロワール渓谷のトゥーレーヌやオルレアン、コート・ド・トゥール、モーゼルといった地域で見られる程度である。これらの地域ではピノ・ムニエは軽い赤ワインやロゼワインを造るのに使われる。そのようなロゼワインはヴァン・グリと呼ばれるスタイルで造られることも多く、淡いピンク色とスモーキーな香りが特徴となる。

### その他の地域
ドイツでは、ピノ・ムニエはシュヴァルツリースリング、ミュラーレーベ、ミュラー・トラウベといった名前で赤ワインに仕立てられることが一般的である。ワインのスタイルとしては、シンプルで軽い半辛口（ハルプトロッケン）のものから、リッチで豊かな香りを持つ辛口ワインまで存在する。近年ではシュヴァルツリースリングは辛口の白ワインにも使われ、爽やかでフルーティーなワインとなる。ドイツにおける主要な生産地はヴュルテンベルクであり、ドイツの全生産面積2424ヘクタールのうち74%にあたる1795ヘクタールが存在する。当地ではシラーヴァインと呼ばれる特有のワインにも使われており、シュペートブルグンダー（ピノ・ノワール）で造られるものと比べて、色は淡いピンク色でスモーキーな香りがあり、酸味はわずかに強い。ヴュルテンベルクの生産者のなかにはザムトロートと呼ばれるピノ・ムニエのクローンのひとつを売り出している。ピノ・ムニエはバーデン、フランケン、ファルツといったドイツのワイン生産地域でも多く造られている。シャンパーニュと関わりの深い品種であるにもかかわらず、シュヴァルツリースリングをドイツのスパークリングワインであるゼクトに使われることは近年まで一般的ではなかった。ゼクトでは、通常シャンパーニュのようにピノ・ノワールやシャルドネとブレンドをすることは少なく、辛口の単一品種のゼクトに仕立てられることが多い。ピノ・ムニエはスイスのドイツ語圏や、少量ではあるがオーストリアでも栽培されている。
カリフォルニアでは、1980年代からシャンパーニュを模したスパークリングワインを造るためにピノ・ムニエが栽培されている。現在ではカリフォルニア州における栽培例は主にカーネロスAVAに存在する。オーストラリアにおいては、ピノ・ノワールよりも長いワイン栽培の歴史がある。ヴィクトリア州のグランピアンズでは、かつてはミラーズ・バーガンディとして知られており、赤のステイルワインを造るために使われていた。20世紀後半には栽培が減少しており、2000年代にシャンパーニュスタイルのワインがリバイバルしピノ・ムニエに対する関心が向上するまでそれが続いていた。ニュージーランドにおいては、近年になってピノ・ムニエがスパークリングワイン・ステイルワインの両方に使われるようになった。単一品種ワインとしては、ピノ・ムニエはわずかにジャミーでフルーティーなワインとなり、タンニンは弱く適度な酸を持つ。

## 他品種との関係
フェルディナンド・レグナーはピノ・ムニエがピノ・ノワールの親にあたると主張したが、この研究は受け入れられず、オーストラリアで行われた研究にとって代わられた。
ルータム・ピノ（Wrotham Pinot）はイギリスにおけるピノ系品種の呼び名であるが、ピノ・ムニエのシノニムであるとされることもある。ルータム・ピノは葉の表側に白いうぶ毛が生えているなどピノ・ムニエと類似しているが、病気に対する耐性を顕著に示すこと、糖度が上がりやすいこと、ピノ・ムニエよりも2週間ほど早く熟すことなどが異なる。遺伝情報からの証拠はないものの、ピノ・ムニエの単なるクローンとは区別すべき品種だと考えられている。